# Кузнецово (Леб'яжівський округ)
Кузнецо́во (рос. Кузнецово) — присілок у складі Леб'яжівського округу Курганської області, Росія.
Населення — 62 особи (2010, 112 у 2002).